# Печатники (платформа)
Печа́тники — остановочный пункт Курского направления Московской железной дороги и линии МЦД-2. Состоит из двух платформ с навесом, соединённых надземным переходом. Имеет пересадку на станцию «Печатники» Люблинско-Дмитровской линии и одноимённую станцию Большой кольцевой линии.
Открыт 10 июня 2022 года.

## Инфраструктура и устройство
Площадь остановочного пункта Печатники составляет 11,5 тыс. кв. метров, включая две островные платформы с навесами на всю длину, надземный переход с двумя пассажирскими вестибюлями, где размещаются турникеты, залы ожидания и кассы. Надземный переход над Юго-Восточной автомобильной хордой ведёт к улицам Шоссейная и Полбина, а также к станции метро «Печатники» Люблинско-Дмитровской линии и одноимённой станции Большой кольцевой линии метро. Станция МЦД-2 соединена пешеходным тоннелем под железнодорожным путями с Люблинской улицей, этот тоннель связывает разделённые железной дорогой районы Печатники и Текстильщики.
Станция имеет 10 эскалаторов и пять лифтов.

## Наземный общественный транспорт
На этой станции можно пересесть на следующие маршруты городского пассажирского транспорта:
- Автобусы: м77, 30, 54, 228, 292, 350, 438, 703, с724, 736, 764, 765, с790, Вч